# Красимира Гюрова
Красимира Гюрова е българска баскетболистка.
Родена е на 26 октомври 1953 година в София. Тренира баскетбол и участва в националния отбор. С него печели бронзов медал на Олимпиадата в Монреал (1976).
Красимира Гюрова умира на 30 март 2011 година.